# Franklin (North Carolina)
 For alternative betydninger, se Franklin. (Se også artikler, som begynder med Franklin)
Franklin er en by i det vestlige North Carolina i USA. Byen, der er det administrative centrum for Macon County (county seat), ligger inden for grænserne af det beskyttede område Nantahala National Forest. Ved folketællingen i 2010, boede der 3,835 mennesker i byen. Franklin ligger i nærheden af vandrestien Appalachian Trail og er kategoriseret som "Appalachian Trail Friendly". Området omkring Franklin er rigt på ædelsten of mineraler, og de lokale kalder den Verdens ædelstenshovedstad.

## Historie
Det område, hvor Franklin ligger i dag, var indtil europæernes ankomst til de sydlige appalacher kontroller af cherokee-stammen af oprindelige amerikanere. På det sted, hvor Franklin blev anlagt lå tidligere en af stammens vigtige landsbyer, kaldet Nikwasi, som nærmest kan oversættes til "Stedet med megen aktivitet". Det var ved et møde i Nikwasi, at den selvbestaltede britiske ambassadør Alexander Cuming i 1730 overtalte nogle få af stammens medlemmer til at udpege en overhøvding, noget stammen ikke tidligere havde kendt.
Den høj, hvor landsbyens rådshytte engang lå, kan stadig ses i Franklin. Rådshytten blev anvendt til fællesmøder, religiøse ceremonier, og her brændte landsbyens "hellige ild". Højen og hytten på den, blev højt æret blandt stammens medlemmer.
I 1820 blev Franklin organiseret af to kommissærer udsendt af staten North Carolina. Den by, de organiserede blev valgt som amtssæde, da Macon county blev oprettet i 1828, og den fik navn efter Jesse Franklin, en af de to kommissærer. Jesse Franklin blev senere North Carolinas 20. guvernør efter at have fungeret som statssenator i en årrække. Franklin blev først officielt anerkendt som by med eget styre i 1855. 

## Geografi
Byen dækker et areal på 10 km2, hvoraf under 1 % er vandområde.

### Klima
Om sommeren har Franklin gennemsnitstemperaturer omkring 26,5 grader celsius, (80 grader fahrenheit]. Om vinteren kommer temperaturen sjældent under minus 7 C. Den varmeste måned er juli med en gennemsnitstemperatur omkring 29 grader C og den koldeste er januar med -4 grader C. Den årlige nedbør ligger omkring 1.300 mm, og den vådeste måned er marts med omkring 145 mm.

## Demografi
I henhold til folketællingen i 2010 var der 3.845 indbyggere i Franklin. Af disse var 82 % hvide, 13 % var hispanic, og ingen andre racer udgjorde mere end 2 %af befolkningen. Befolkningstilvæksten i Franklin ligger 12 % over gennemsnittet for hele USA. og leveomkostningerne ligger noget under gennemsnittet for hele USA.
21,3 % af befolkningen var under 18, og 23,5 % var over 65. Indbyggernes gennemsnitsalder var 42.
Medianindkomsten for en husholdning var $ 30.425. Næsten 21 % af befolkningen levede under den officielle fattigdomsgrænse.
Byen har en lufthavn, Macon County Airport, men selv om den havde 12.500 starter og landinger i 2015, beflyves den ikke af ordinære rutemaskiner.

## Turistaktiviteter
Blandt de mest populære aktiviteter for turister er vandreture, og der er adskillige vandreruter, inklusive en del af Appalachian Trail i nærheden af byen. Der er også en række miner, hvor man kan forsøge sig med at udgrave/udvaske ædelsten, og man kan besøge et ædelstensmuseum i Franklin. De mest værdifulde sten, der findes i området er rubiner, safirer og granat. 

### Vandfald
I området omkring Franklin findes flere vandfald, som også kan besøges. Nogen dog med større besvær end andre. Blandt disse er
- Cullasaja Falls et vandfald på Cullasaja River vest for Franklin ved US Highway 64. Faldene strækker sig over ca. 300 m, og den samlede højde angives forskelligt i forskellige kilder, men Google Earth angiver en højde på 42 m, mens fx NCWaterfalls.com anfører en højde på 77 m.[8]
- Dry Falls, også kendt som "Upper Culasaja Falls" er et vandfald på Cullasaja River. Det ligger nordvest for byen Highlands. Dry Falls er det øverste af en serie vandfald på floden, på en strækning af ca. 14 km. Det er muligt at gå bag vandfaldet, og i tørre perioder kan man gøre det forholdsvis tørskoet. Dry Falls ligger ved US Highway 64, ca. 25 km sydøst for Franklin.
- Bridal Veil Falls er et knap 14 m højt vandfald på en biflod til Culasaja River. Bridal Veil Falls er det eneste vandfald i North Carolina, hvor det er muligt at køre i bil bag vandfaldet på grund af den måde vejen er anlagt. Vandfaldet ligger ved US Highway 64 ca. 27 km sydøst for Franklin og 4 km nord for Highlands.
- Quarry Falls er et lille vandfald eller strømfald ved siden af US Highway 64 sydøst for Franklin. Det er bedst kendt for det dybe bassin for enden af faldet, som er et populært badested om sommeren.

## Eksterne referencer
- Franklins officielle hjemmeside Arkiveret 8. januar 2018 hos  Wayback Machine
- Discover Franklin Arkiveret 8. januar 2018 hos  Wayback Machine
- Franlin NC fra Romantic Asheville Arkiveret 8. januar 2018 hos  Wayback Machine

35°10′52″N 83°22′54″V / 35.1811°N 83.3817°V